# Дробаците
Дробаците е бивше село в Егейска Македония, Гърция, на територията на дем Костур, област Западна Македония.

## География
Селото е било разположено в непосредствена близост до костурското село Долно Дреновени, само на километър и половина западно от него.

## История
Селото е изоставено в размирното време в края на XVIII век при конфликта на Али паша Янински и други албански феодали с централната власт. Жителите му се преселват в Долно Дреновени.